# 金二洙
金二洙（韓語：김이수；1953年3月24日—）曾任韩国宪法法院法官。
金二洙来自全罗北道高敞郡（今全北特別自治道高敞郡），毕业于首尔大学法学院。

## 教育
- 古水小学
- 光州第一高等學校
- 全南高等學校
- 首尔大学法学院

## 憲法法院法官
2012年，他根据反对党民主统合党的推荐被任命为宪法法院法官。新世界黨宪法法院法官听证特别委员会院内代表金在原对金二洙候选人表示，“此人如果成为宪法法院法官，将按照推选他的党派路线进行宪法审判”，并称其为“缺乏必备素质的法官候选人”。 李贞美大法官退休后，据《宪法法院代理院长规则》成爲宪法法院代理院長。  他于2017年5月19日被总统文在寅提名为宪法法院院長。 批准宪法法院院长任命的议案于2017年9月11日（即确认听证会召開日的95天后）被提交给国会，但被驳回。金二洙由此成为第一位被否决的宪法法院院长候选人。

## 職務履歷
- 1982年 大田地方法院法官
- 1984年 大田地方法院洪城分院法官
- 1986年 大田地方法院法官
- 1987年 水原地方法院法官
- 1989年 首尔高等法院法官
- 1991年 大法院研修法官
- 1993年 首尔地方民事法院高级法官
- 1993年 全州地方法院全州分院首席法官
- 1996年 司法研究与培训学院教授
- 1999年 首尔地方法院高级法官
- 2000年 专利法院高级法官
- 2002年 首尔高等法院高级法官
- 2006年 清州地方法院首席法官
- 2008年 仁川地方法院首席法官
- 2009年 首尔南部地方法院首席法官
- 2010年 专利法院首席法官
- 2011年 司法研究与培训学院院长
- 2012年 宪法法院法官（至 2018 年 9 月）

## 評價
- 文在寅总统提名金二洙为宪法法院院長時，称赞他“在制约公权力、保护社会弱势群体等方面不断表达少数意见，能倾听社会的多元声音”。 [7]
- 他被认为是宪法法院五名法官中最具进步精神的一位。 [8]

## 個人生活
爱好是马拉松。宗教信仰是新教。 